# Edgar Barth
Edgar Barth (n. 26 ianuarie 1917, Thum, Saxonia, Germania – d. 20 mai 1965, Ludwigsburg, Republica Federală Germania) a fost un pilot de Formula 1. De-a lungul carierei a luat startul în 3 curse, niciuna din pole-position. Nu a câștigat nicio cursă și nu a terminat niciodată pe podium, acumulând 0 puncte în întreaga activitate ca pilot de Formula 1.